# Tichitt Airport
Tichitt Airport är en flygplats i Mauretanien.   Den ligger i regionen Tagant, i den centrala delen av landet, 700 km öster om huvudstaden Nouakchott. Tichitt Airport ligger 171 meter över havet.